# Grenze zwischen Kamerun und dem Tschad

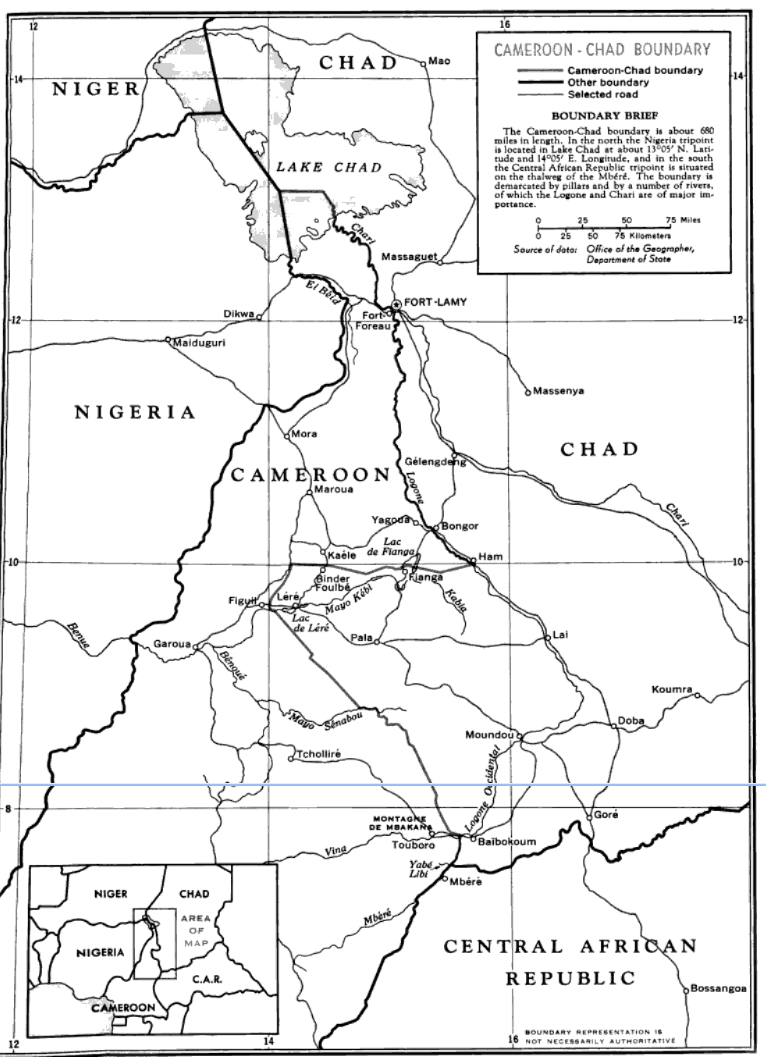
Karte des Grenzverlaufs

Die Grenze zwischen Kamerun und dem Tschad trennt als internationale Landgrenze diese beiden Staaten. Sie ist 1094 km lang (abweichende Angabe mit 1116 km) und verläuft vom Dreiländereck mit Nigeria zum Dreiländereck mit der Zentralafrikanischen Republik.

## Geschichte

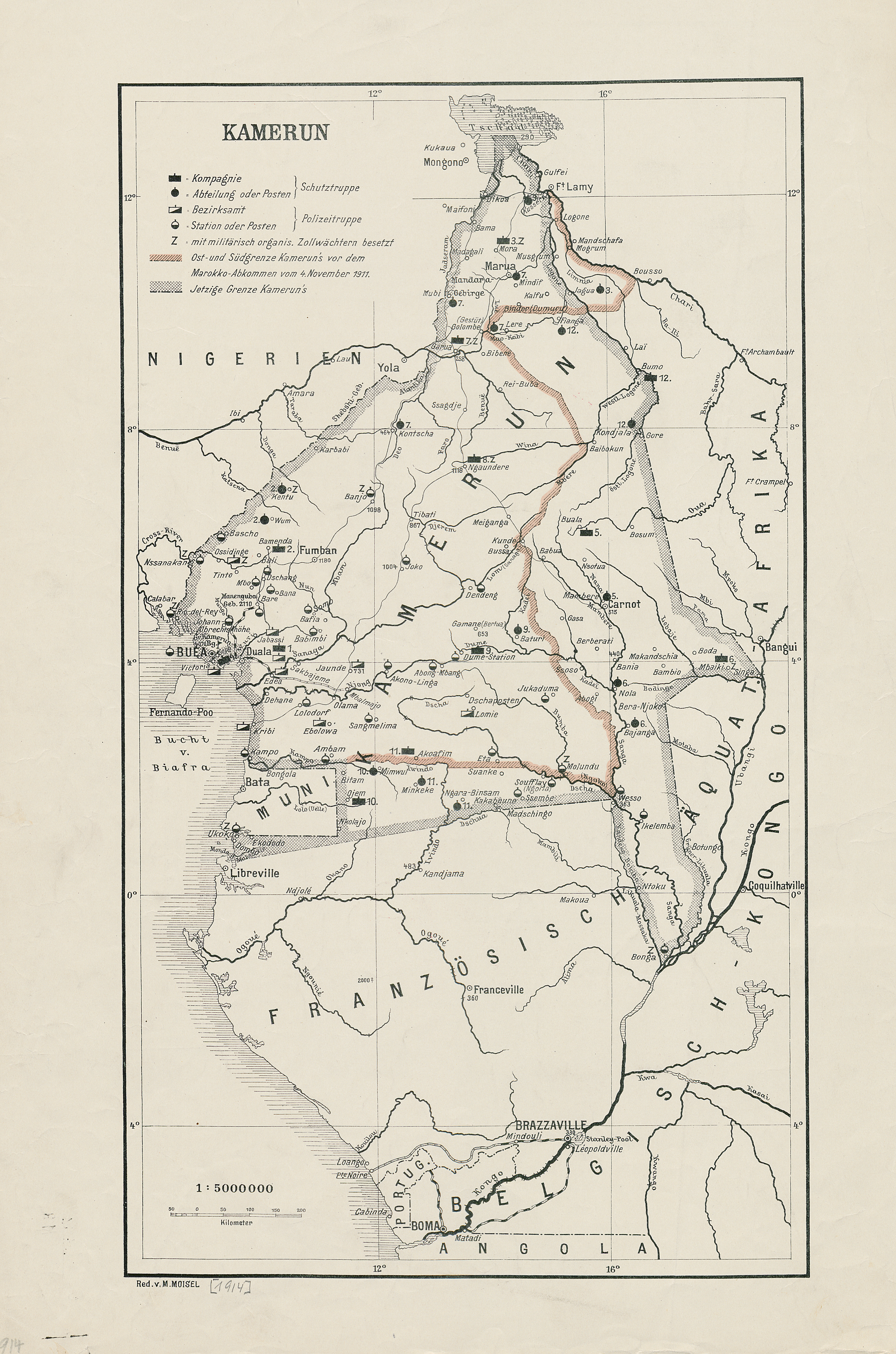
Die Grenze Kameruns vor und nach 1911

Der Wettlauf um Afrika der europäischen Mächte gipfelte 1884 in der Berliner Kongokonferenz, in der die kolonialen Ansprüche festgeschrieben wurden. In der Folge drang Frankreich sowohl vom Niger als auch vom Kongo bis nach Kousséri im äußersten Norden Kameruns vor, wo im Jahr 1900 die für Frankreich siegreiche Schlacht bei Kousséri gegen den Warlord Rabih az-Zubayr stattfand. Das Deutsche Reich beanspruchte Kamerun seit 1884 und setzte sich zunächst an der Küste fest. Nach Grenzvereinbarungen zwischen dem Deutschen Reich und Frankreich im Dezember 1885 und 1894 kam es am 18. April 1908 zu einer genauen Festlegung. Kousséri kam dabei an das Deutsche Reich. Im Marokko-Kongo-Vertrag vom 4. Oktober 1911 erhielt das Deutsche Reich gegen Anerkennung der französischen Position in Marokko erhebliche Gebietsgewinne um Kamerun herum zugesprochen (Neukamerun) mit Zugang zum Kongo und zum Ubangi, während ein kleineres, vorspringendes Gebietsteil Kameruns, der so genannte Entenschnabel, an Frankreich kam. Im Ersten Weltkrieg kam es 1916 zur endgültigen Niederlage des Deutschen Reichs in Kamerun. Nach dem Ersten Weltkrieg kam Neukamerun an Frankreich zurück (insbesondere Artikel 125 Versailler Vertrag), während Kamerun 1923 unter Treuhandverwaltung gestellt und größtenteils Völkerbundsmandat Frankreichs (am 22. Juni 1922) und 1946 UN-Mandatsgebiet wurde. Kamerun wurde im Januar 1960, der Tschad im August 1960 unabhängig.

## Grenzverlauf

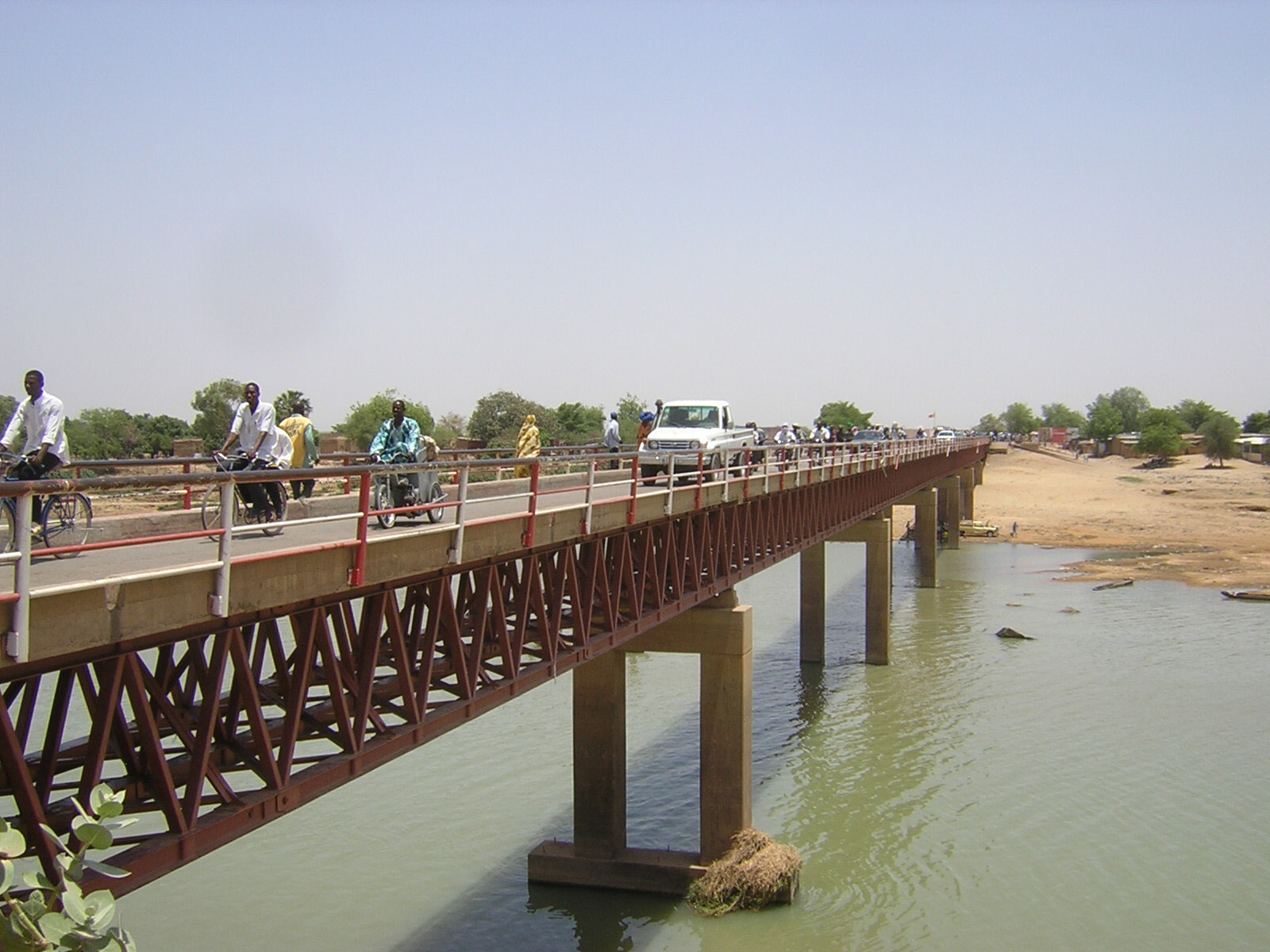
Grenzbrücke in Kousséri

Die Grenze nimmt im Norden am Dreiländereck mit Nigeria im inzwischen weitgehend ausgetrockneten Tschadsee (13°46'48"N, 14°52'48"E) ihren Ausgang und folgt dem Fluss Schari in südlicher Richtung bis zu der tschadischen Hauptstadt N’Djamena (vor der Unabhängigkeit Fort-Lamy), folgt dann dem Logone bis zu einem Punkt knapp nördlich des 10. nördlichen Breitengrads. Dort biegt sie scharf nach Westen ab und folgt über rund 160 km einer Reihe gerader Strecken, bis sie sich für rund 48 km nach Südwesten wendet. Anschließend biegt sie nach Südosten ab und folgt mehreren geradlinigen Strecken, kleinen Flüssen und im Süden dem Mbéré, einem Quellfluss des Logone, bis zum Dreiländereck mit der Zentralafrikanischen Republik (7°31'48"N, 15°30'36"E).

## Orte nahe der Grenze

### Kamerun
- Massaki
- Fadjawa
- Goulfey Gaa
- Kalawa
- Goulfey
- Cheloba
- Maltam
- Kousséri
- Dom
- Ardaf
- Golongini
- Guereme
- Kong Kong
- Makere
- Mombore
- Touboro

### Tschad
- Djimilo
- Mani
- Dougia
- Tom Marefin
- Abjogana
- Abkar
- Goudji
- N’Djamena
- Fianga
- Malfoudey
- Lale
- Binder
- Foulbe
- Mboursou
- Gegou
- Bongor
- Lamé
- Dari
- Oindaga
- Mbakeu
- Gamandjou
- Loumbogo
- Baïbokoum